# Florence Portelli
Florence Portelli (Argenteuil, 23 marzo 1978) è una politica francese.
Membro dell'Unione per un Movimento Popolare e poi dei Repubblicani, è sindaco di Taverny dal 2014, consigliere regionale dell'Île-de-France dal 2015, vicepresidente della comunità urbana di Val Parisis dal 2016, vicepresidente del consiglio regionale dal 2019 e vicepresidente dell'Association des maires de France dal 2021.
È stata candidata alla presidenza dei Repubblicani al congresso dei Repubblicani del 2017.
È portavoce delle campagne presidenziali di François Fillon nel 2017 e di Valérie Pécresse nel 2022.

## Biografia

### Origini
Florence Portelli è figlia di Hugues Portelli, professore di diritto pubblico e scienze politiche all'Università Panthéon-Assas, senatore della Val-d'Oise ed ex sindaco di Ermont, e di Marie Bosi, originaria della Toscana. È anche nipote dell'ex magistrato e avvocato Serge Portelli. È moglie del bandoneonista (suonatore di bandoneon) Juanjo Mosalini, figlio del musicista Juan José Mosalini.

### Formazione e carriera professionale
Ha conseguito un Master in diritto pubblico presso l'Università Panthéon-Assas e l'Istituto di criminologia. Nel 2002, dopo gli studi, è diventata addetta parlamentare all'Assemblea nazionale di Henri Cuq, fedele sostenitore dell'allora Presidente della Repubblica Jacques Chirac, poi di suo padre, senatore, e della senatrice Lucienne Malovry, dal 2004 al 2015.

## Carriera politica

### Inizi
Nata in una famiglia politicizzata, mostrò entusiasmo per Philippe Séguin durante il referendum francese sul trattato di Maastricht. Raggiunta la maggiore età, la sua identificazione con il movimento Séguinista — di cui avrebbe sempre rivendicato l'appartenenza in seguito — la portò ad aderire al RPR, dove divenne responsabile della sezione giovanile nella Val-d'Oise.

### Sindaco di Taverny
Nell'aprile 2014, Florence Portelli è stata eletta sindaco della città di Taverny, nella Val-d'Oise, con il sostegno dell'ex primo ministro François Fillon e dei parlamentari dell'UMP. La città era in mano alla sinistra dal 1989.
La lista da lei guidata alle elezioni comunali del 2020 a Taverny ha vinto al primo turno, con il 58,32% dei voti, il che le ha permesso di essere rieletta sindaco dal consiglio comunale il 25 maggio 2020 e diventare poi quarto vicepresidente della Val Parisis con delega alla salute e alla solidarietà il 9 luglio 2020.

### Dimissioni da LR, poi ritorno nel partito
Nel febbraio 2018, fu nominata segretaria generale di Soyons libres, un movimento creato da Valérie Pécresse e associato ai Repubblicani. Sulla scia di Valérie Pécresse, lasciò LR nel giugno 2019, denunciando "un partito bloccato e con un funzionamento sempre più stentato".
Alla fine tornò nei Repubblicani e divenne vicepresidente. Durante la crisi politica seguita allo scioglimento dell'Assemblea nazionale, l'11 giugno 2024, mentre il presidente del partito, Éric Ciotti, auspica un alleanza con il Rassemblement National in vista delle elezioni legislative, Florence Portelli si oppone fermamente. Chiede, come altri dirigenti del partito, l'esclusione di Éric Ciotti, accusandolo di voler "salvare la sua circoscrizione" instaurando una "collaborazione" con l'RN.
Critica inoltre gli statuti poco chiari di LR e i "seri problemi di democrazia interna".
Nel settembre 2024, è stata eletta capo del gruppo Île-de-France Rassemblée nel consiglio regionale dell'Île-de-France, succedendo a Othman Nasrou.

## Dibattito e polemica con Manon Aubry
Durante un dibattito televisivo a novembre 2020 tra Florence Portelli e Manon Aubry, quest'ultima si scaglia contro il razzismo o la xenofobia sistematicamente praticati contro le persone di origine araba e subsahariana nei quartieri popolari francesi. Florence Portelli qualifica queste osservazioni ricordando un contesto in cui il razzismo esiste ovunque, anche contro i bianchi, che dichiara di aver subito attraverso la violenza verbale. Per l'eurodeputata ribelle, il paragone sembra inappropriato perché la gravità sarebbe minore. Portelli la interroga poi sulla natura degli insulti italofobi subiti da sua madre in Francia ("maccheroni sporchi"), chiedendole se si tratti di razzismo. Rispondendo di no, l'eurodeputata provoca una polemica. Torna su queste osservazioni la stessa sera e ammette che si tratta di un insulto razzista.